# Kasara Budruk
Kasara Budruk là một thị trấn thống kê (census town) của quận Thane thuộc bang Maharashtra, Ấn Độ.

## Nhân khẩu
Theo điều tra dân số năm 2001 của Ấn Độ, Kasara Budruk có dân số 15.192 người. Phái nam chiếm 51% tổng số dân và phái nữ chiếm 49%. Kasara Budruk có tỷ lệ 63% biết đọc biết viết, cao hơn tỷ lệ trung bình toàn quốc là 59,5%: tỷ lệ cho phái nam là 73%, và tỷ lệ cho phái nữ là 52%. Tại Kasara Budruk, 15% dân số nhỏ hơn 6 tuổi.